# Ragga no droga
Ragga no droga è il primo singolo del gruppo rap italiano Otierre del 1992. Nonostante la canzone fosse presente nel demo L'anno della riscossa, qui viene presentata in una veste completamente diversa, lo stesso vale per la canzone Credi sul lato B.

## Il brano
La canzone non è altro che un attacco diretto alla droga e lo spaccio, e sottolinea gli effetti devastanti della dipendenza.

## Tracce
12", 12" promo (CVX 009)
- Lato A

1. Ragga no droga (vocale) – 5:50
2. Dub no droga – 3:15

- Lato B

1. Credi (vocale) – 4:30
2. Fausto Beat – 2:40
3. Jam-appella (Special guest: Gian) – 4:30